# Krankenhausbett

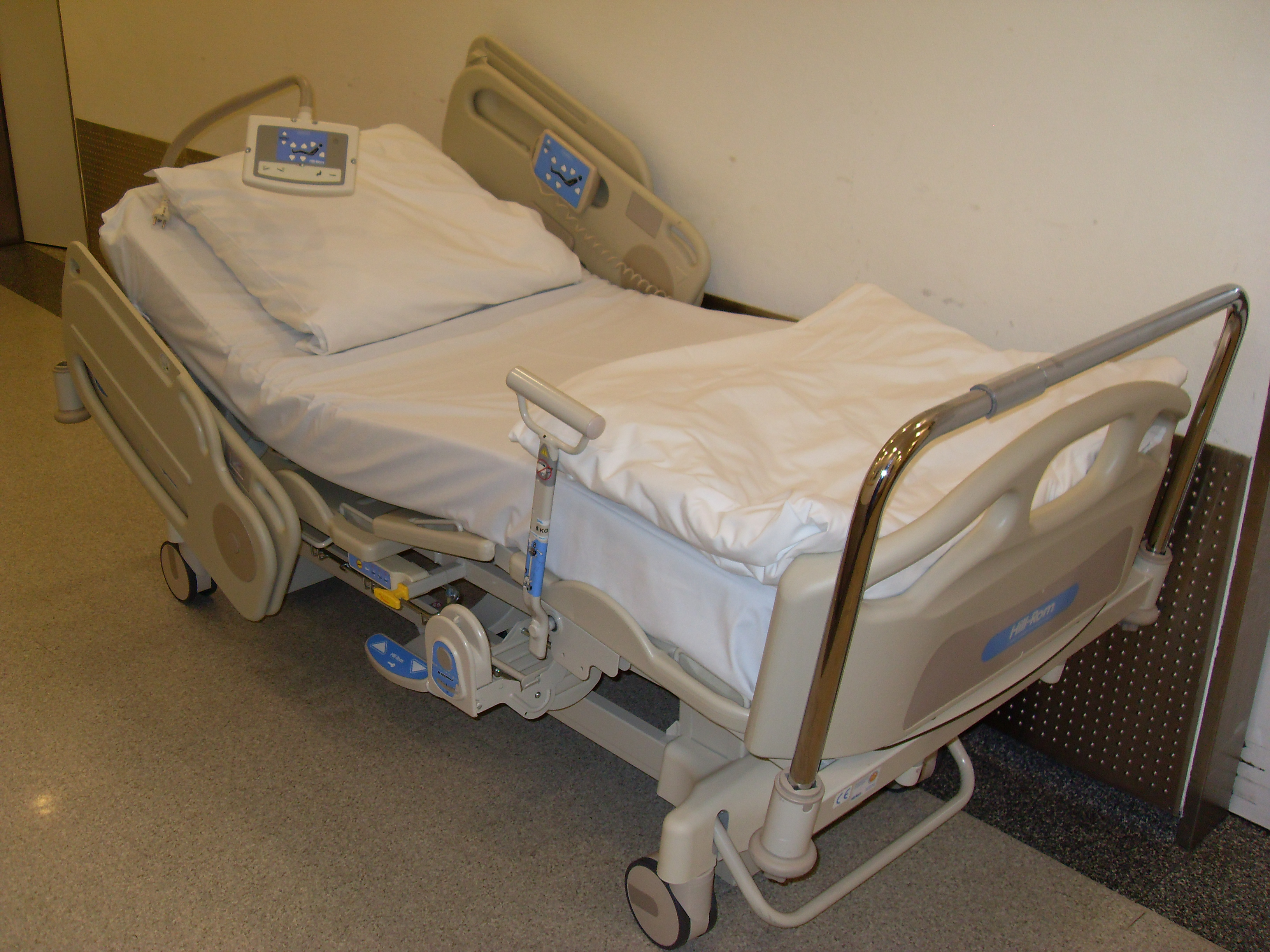
Elektrisch betriebenes Krankenhausbett; patientenseitig links mit Bettseitenteil, rechts mit hochgeklappter Aufstehhilfe, 2011

Das Krankenhausbett oder Klinikbett ist ein den Anforderungen der klinischen Gegebenheiten angepasstes und in seinen Funktionen erweitertes Bett. Für Betten, die im Krankenhaus / Klinik aufgestellt und als Massenprodukt genutzt werden wird auch der Begriff Universalklinikbett genutzt. Der Begriff soll heraus stellen, dass diese Betten universell und auf den meisten Stationen und Bereichen gleichermaßen gut genutzt werden können. Moderne Universalklinikbetten werden elektrisch bedient und verfügen über einen eingebauten Akku, damit die Verstellungsfunktionen auch bei Transporten zur Verfügung stehen. Universalklinikbetten werden in Krankenhäusern, Rehabilitationskliniken und Altenheimen verwendet. In der häuslichen Pflege dominiert das Pflegebett.
Das Krankenhausbett oder Klinikbett bezeichnet auch den Ort eines Bettes, wo es aufgestellt ist. Der Begriff kann sich auf die in einer solchen Einrichtung maximal mögliche Anzahl von Patienten beziehen, ohne dabei den konkreten Gegenstand oder dessen Anzahl zu meinen. Es handelt sich hier vielmehr um eine Größe in der Krankenhausplanung. (vgl. Planbett).

## Normen und Gesetze
Krankenhausbetten sind Medizinprodukte; als solche unterliegen sie zum einen den deutschen bzw. österreichischen Medizinproduktegesetzen und den zugehörigen Betreiberverordnungen, die als Umsetzung der EWG-Richtlinie 93/42 eine Vereinheitlichung innerhalb der EU gewährleisten, und zum anderen der Norm EN 60601-2-52, die die Betriebssicherheit für Patienten und Bedienungspersonal gewährleistet. Für Deutschland einschlägig ist auch die DIN VDE 0751-1 („Wiederholungsprüfungen und Prüfungen vor der Inbetriebnahme von medizinischen elektrischen Geräten oder Systemen“). Krankenhausbetten als aktive, also energetisch betriebene Medizinprodukte dürfen nur von Personen angewendet werden, die hierfür qualifiziert und in die Handhabung des jeweiligen Gerätetyps eingewiesen sind. Sie bestehen aus Metall (meist Stahl) und aus Kunststoff. Damit werden Unempfindlichkeit und einfache Reinigung gewährleistet. Sie müssen auf Rollen fahrfähig und durch Einrasten eines Rollenpaares auch steuerbar sein sowie auch auf einem abschüssigen Untergrund sicher festgestellt werden können. Die Möglichkeit der maschinellen Reinigung in der Bettenzentrale eines Krankenhauses, in der Betten gereinigt und aufbereitet werden, erleichtert die Abläufe innerhalb des Betriebes und verbessert die Hygiene, indem Kreuzinfektionen verhindert werden.

## Ausstattung und Eigenschaften heutiger Krankenhausbetten (2024)

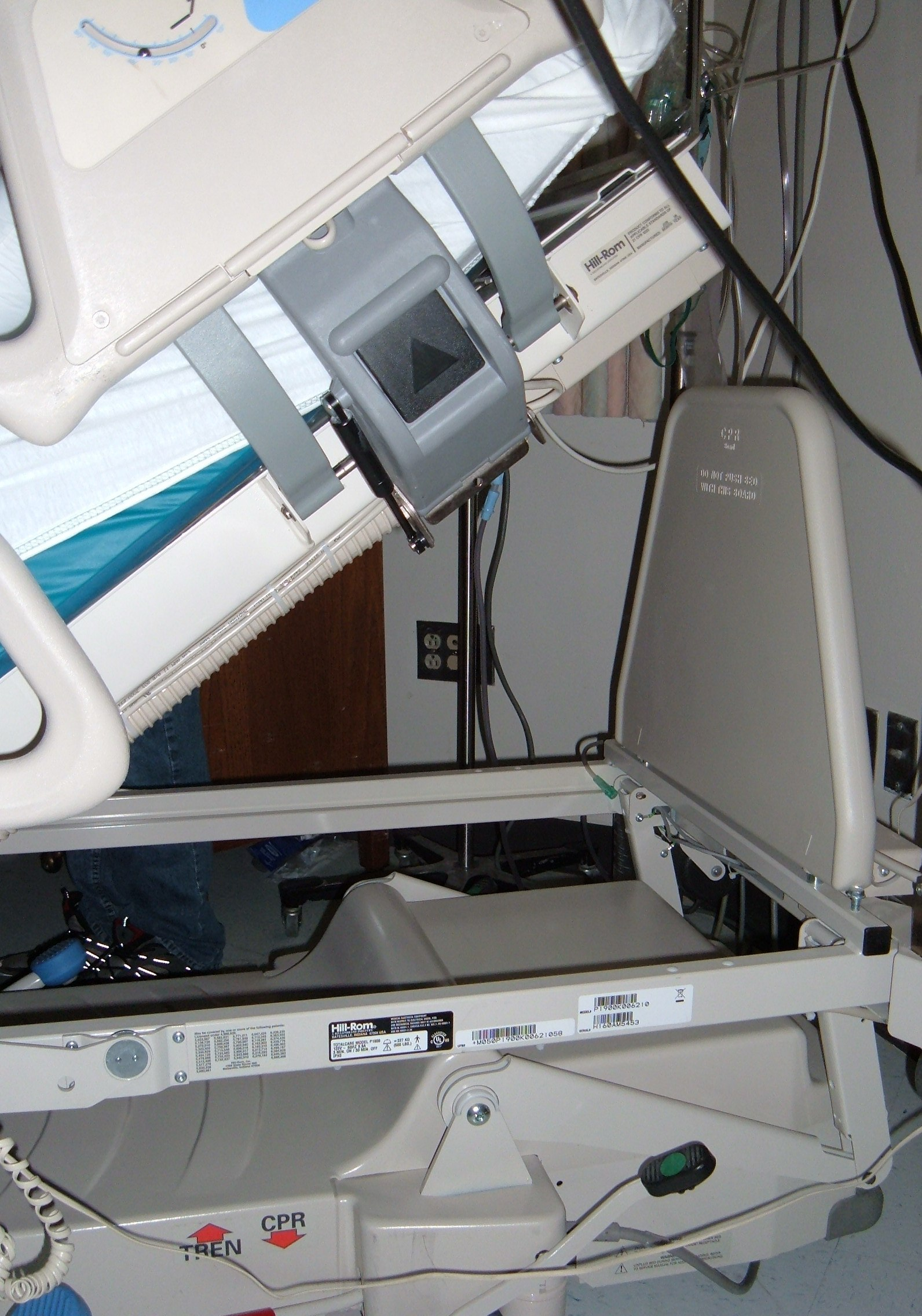
Ein hochgestelltes Rückenteil

Die Ausstattung von Krankenhausbetten veränderte sich über die Jahrzehnte durch die sich ändernden Anforderungen und sind daher sehr vielfältig und durchaus von Hersteller zu Hersteller unterschiedlich. Von Pflegekräften werden die folgenden Anforderungen angegeben:
- Gute Bedienbarkeit: Komponenten wie Seitensicherung, Notfallhebel oder Bettverlängerungen sollten leicht und einfach zu bedienen sein, damit die Arbeitseffizienz nicht gestört wird.
- Hohe Anwenderzufriedenheit: Die Pflegekräfte sollten mit dem Bett zufrieden sein, die technischen Möglichkeiten kennen und diese auch nutzen
- Unterstützung bei der Mobilisation: Beim Mobilisieren von Patientinnen und Patienten können hohe körperliche Belastungen auftreten. Deshalb ist es essenziell, Personenlifter und kleine Hilfsmittel, wie Rutschbretter und Bettzügel, einzusetzen, um Belastungen für das Pflegepersonal zu verringern. Geeignete Betten unterstützen die Pflegekräfte und erleichtern den Einsatz von Hilfsmitteln.
- Geringe körperliche Belastung beim Manövrieren: Jede zweite Pflegekraft leidet laut Statistik der Berufsgenossenschaft an Beschwerden des Muskel-Skelett-Systems. Da auch beim Ziehen oder Schieben von Betten hohe Kräfte auftreten können, ist es wichtig, dass sich ein Pflegebett möglichst leicht bewegen lässt.[3]

Um diese Anforderungen zu erfüllen, werden aktuelle Klinikbetten aus den Hauptkomponenten Stahl und Kunststoff gefertigt. Die 4-geteilte Liegefläche hat die 3-geteilte Liegefläche aus dem letzten Jahrhundert ersetzt. Eine elektromotorische Verstellung inklusive Akku-Betrieb ist im deutschsprachigen Raum Standard.
Die Liegeflächenbreite ist von der Gesamtbreite der Betten und der Breite der verwendeten Matratzen zu unterscheiden. Während die Gesamtbreite bei 100 cm bis ca. 110 cm (je nach Modell und Hersteller) liegt, beträgt die Liegeflächenbreite ca. 86–100 cm. Die Breite der Matratzen wiederum können davon nochmals abweichen. Als Standard gelten Breiten von ca. 87–90 cm. (Quelle diverse Gebrauchsanleitungen, Homepage „manuslib“)
Das Eigengewicht eines modernen Klinikbettes liegt etwa bei 140–170 kg.
Üblicherweise haben heutige Betten eine integrierte Bettverlängerung, um es auch für Patienten mit überdurchschnittlicher Körpergröße anzupassen. Unterschiedliche Varianten sind am Markt zu finden, so gibt es unterschiedliche Längen von ca. 20 bis ca. 32 cm in einzelnen Stufen oder einer stufenlosen Verlängerung. Im Idealfall ist auch die Matratzenauflage (Liegefläche) verlängerbar und kann mit einem passenden Matratzenpolster ausgestattet werden.
Das von Herstellern angegebene maximale Patientengewicht, bei dem die Sicherheit aller Funktionen garantiert wird, liegt bei 185 bis 260 kg (Stand Januar 2024). Es wird errechnet aus der Angabe zur maximal sicheren Arbeitslast, von der im Krankenhausbereich laut DIN EN 60601-2-52, entsprechend der Anwendungsgebiete 1 und 2, 45 kg für Zubehör und 20 kg für das Gewicht der Matratze abgezogen werden muss. Das bedeutet z. B. für ein Bett mit 260 kg sicherer Arbeitslast, dass das erlaubte Patientengewicht nicht über 195 kg liegen darf.
Für Patienten oberhalb von etwa 175 kg Körpergewicht wird ein spezielles Bett empfohlen. Die Empfehlung resultiert aber eher aus der Körperfülle und somit dem Platzbedarf, den adipöse Patienten benötigen. Diese Betten werden als Bariatriebett, Schwerlastbett oder auch XXL-Bett bezeichnet. Diese Betten unterscheiden sich im Wesentlichen zu Universalklinikbetten durch breitere Liegeflächen und eine höhere sichere Arbeitslast.
Kopf- und Fußteile an den Enden des Bettes werden so gestaltet, dass sie schnell und leicht bei Notfällen entfernt werden können, beispielsweise, um bei einer endotrachealen Intubation besseren Zugang zum Patienten zu haben.

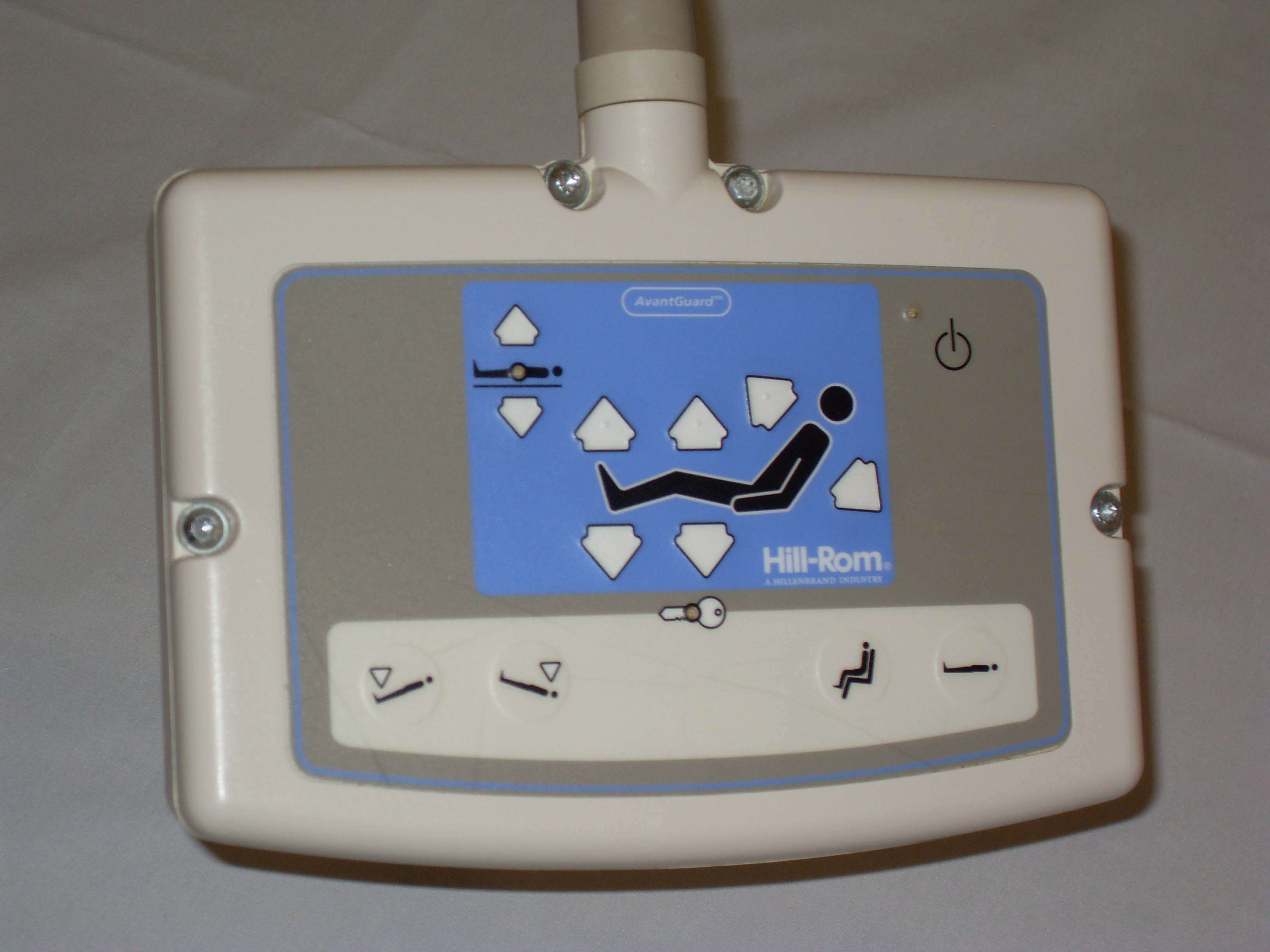
Bedienteil eines Krankenhausbettes, Ausführung für das Personal

Da Krankenhausbetten fahrbar sind, verfügen sie zumeist über Wandabweisrollen aus Kunststoff, die Beschädigungen des Bettes des Inventars und der Wände verhindern bzw. mildern sollen, wenn die Betten geschoben werden oder wenn die Betten nah einer Wand in der Höhe verstellt werden. Die Betten sind vorwiegend elektrisch und nur noch selten manuell verstellbar.
Folgende Bett-Einstellungen sind heute in der Regel elektrisch verstellbar: Liegeflächenhöhe, Rückenlehne, Oberschenkellehne, Kombination aus Rücken- und Oberschenkellehne, Notfall-Reanimationsposition (flache und gerade Liegefläche), Notfall-Trendelenburgposition, Herzstuhl-Position (Position, in der der Patient aufrecht sitzt, ähnlich wie in einem Sessel). Darüber hinaus werden bei einigen Modellen auch die Untersuchungsposition (hohe und gerade Liegefläche für ergonomisches Arbeiten) und eine Niedrig-Verfahrbarkeit/Niedrig-Position (Liegeflächenhöhe um ca. 30 cm zur Sturzprophylaxe) angeboten. Neue Modelle verfügen über eine Anfahrhilfe oder eine seitliche (laterale) Schwenkung bis 15°.
Mit weiteren Verstellmöglichkeiten steigen die Möglichkeiten, den Patienten seinen Wünschen und seiner Erkrankung entsprechend zu lagern, bis hin zu Speziallagerungen wie der Trendelenburg-Lagerung. Elektrisch verstellbare Betten haben ein Bedienteil, das per Kabel mit dem Bett verbunden ist oder integrierte Bedienteile für Patienten und Personal in den Seitensicherungen. Je nach Hersteller und Einsatzzweck kann sich am Fußende, unerreichbar für den Patienten, ein weiteres Bedienteil für das Bedienpersonal befinden, das die Möglichkeit bietet, dem Patienten einzelne, ihm nicht zuträgliche Verstellmöglichkeiten zu sperren. Seitengitter, die dem Patienten Halt und Orientierung geben und ein Herausfallen verhindern sollen, sind heutzutage (2023) so integriert, dass sie im Bedarfsfall eingesetzt werden können. Hierbei schreibt die DIN EN 60601-2-52 genau vor, welche Abstände erlaubt sind, um Verletzungen wie Quetschungen und Einklemmungen von Gliedmaßen und Körperteilen zu verhindern.

## Zubehöre
Klinikbetten können, je nach Einsatzort und Anforderungen durch Patienten, vielseitig mit Zubehören erweitert werden. Verbreitet ist das Anbringen eines Aufrichters, umgangssprachlich als „Bettgalgen“ bezeichnet, der es dem Patienten in Verbindung mit einem Haltegriff erlaubt, sich aufzurichten oder hochzuziehen. Andere Erweiterungsmöglichkeiten sind beispielsweise Halterungen für Gehstöcke, Infusionen, Drainagen, Extensionen, Sauerstoffflaschen oder andere medizintechnische Geräte. Die Verwendung von durchgehenden Seitensicherungen, die nachträglich an Kopf- und Fußende angebracht werden müssen, hat in den vergangenen Jahren stark nachgelassen. Ihre durchgehende, beidseitige Verwendung verhindert, dass der Patient das Bett ohne Hilfe verlassen kann und stellt damit bereits eine freiheitsentziehende Maßnahme der Fixierung eines Patienten dar. Dies führte dazu, dass die Bettenhersteller andere Lösungen mit fest integrierten Seitengittern entwickelt haben. Heute zählen Seitengitter nicht mehr zu den Zubehören und sind fester Bestandteil eines Klinikbettes. Am Fußende findet sich häufig eine herausziehbare Ablage, die für Bettwäsche und Positionierungsmaterial verwendet werden kann.

## Spezialbetten

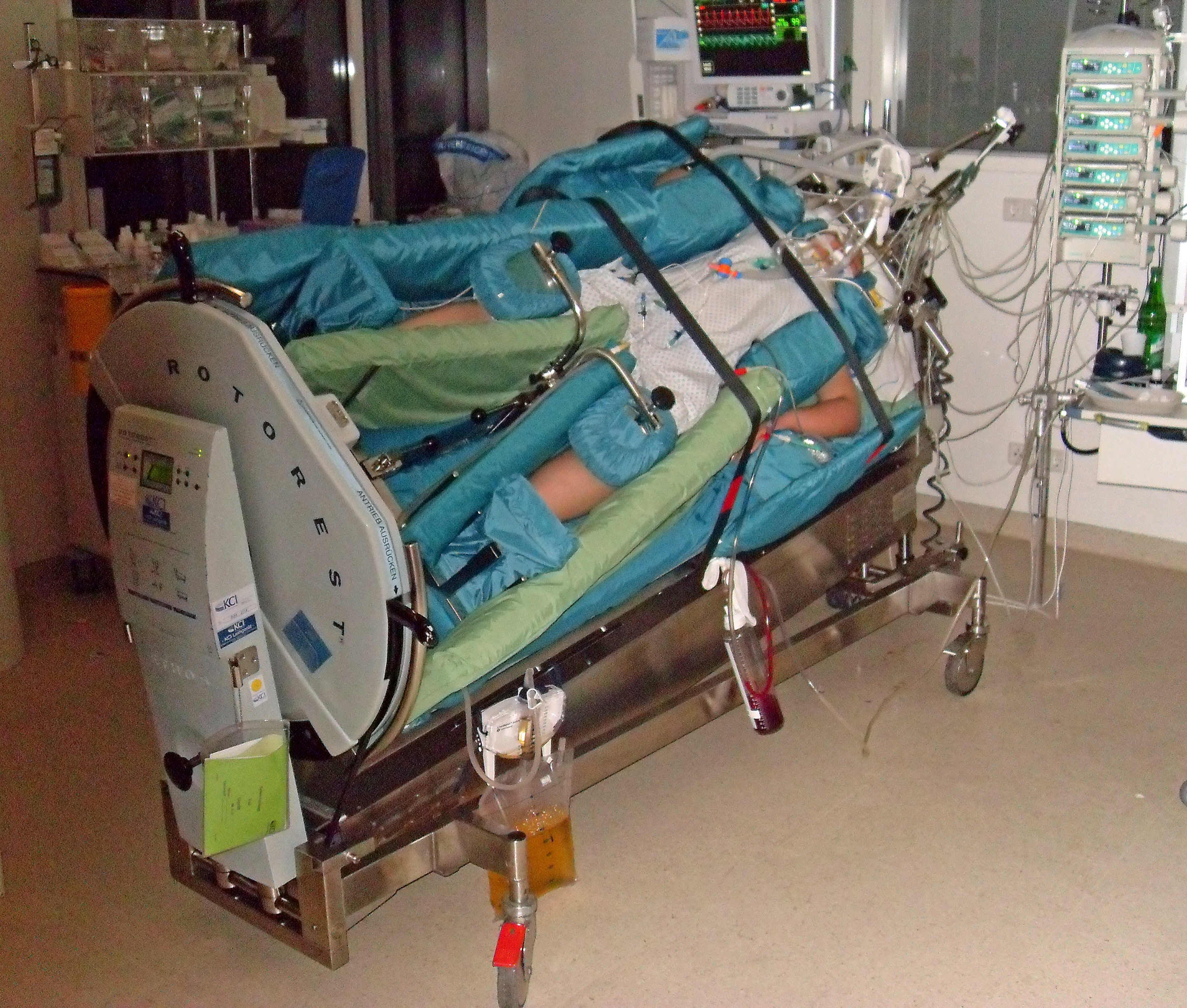
Spezielles Rotationsbett auf einer Intensivstation, Frankfurt, 2008

Als Spezialbetten werden in der Regel Betten bezeichnet, die durch zusätzliche Funktionen und Eigenschaften von einem Universalklinikbett abweichen. Spezielle Ausführungen sind vor allem für schwerstbetroffene Patienten einer auf einer Intensivstationen, erhältlich. Aufzuzählen sind hier folgende Indikationen: 100 % Immobilität mit kritischer Herz-Kreislauf- und Lungenbeteiligung. Patienten mit schweren Brandverletzungen, Patienten mit sehr hohen Körpergewichten und damit zusammenhängend großem Körperumfang. Die Übergänge zwischen Universalklinikbett und Spezialbett sind mittlerweile nicht mehr so klar und deutlich.
Sonderfunktionen wie
- laterale Schwenkung (seitliche Neigung zur Vereinfachung der Positionierung und Mobilisation von Patienten),
- Fahrunterstützungssysteme (elektromotorisierte Rolle mit voller oder teilweise Übernahme des Fahrens) und
- im Bett integrierte Wechseldruckmatratzen (Antidekubitussysteme) oder Hybridmatratzen (Mischung aus passiver Weichlagerung und aktivem Wechseldrucksystem)

werden mittlerweile auch für Universalklinikbetten angeboten
Betten mit einer Waage und Funktionen zur kinetischen Therapie bei schweren Lungenerkrankungen mit programmierbarer lateraler Schwenkung oder selten auch Glaskugelbetten sind weiterhin Eigenschaften, bzw. Betten, die speziell für die Intensivstation gedacht sind.
Weitere Spezialbetten sind auch: Inkubatoren, Säuglingsbetten, Kinderbetten („Krabblerbetten“), Jugendbetten, Betten für den Einsatz in der Psychiatrie

## Krankentransporte

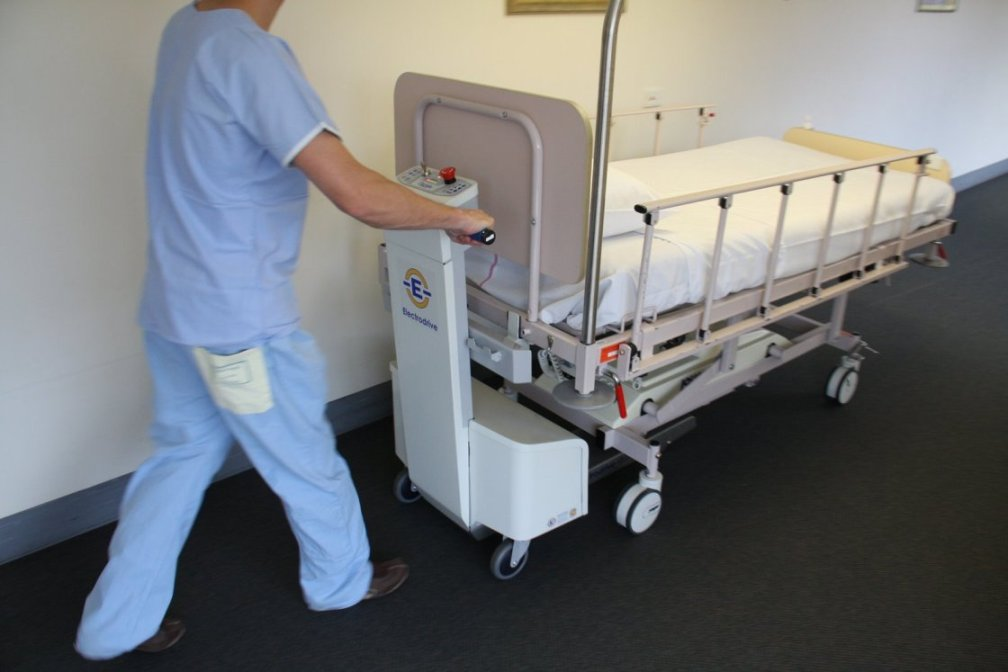
Ein Bed Mover der Firma Electrodrive im Einsatz

Universalklinikbetten werden in einer Klinik sehr häufig für Patiententransporte innerhalb des Gebäudes und teilweise auch außerhalb des Gebäudes auf dem Klinikgelände genutzt. Hierbei werden erhebliche Strecken zurückgelegt. Ergonomisches Arbeiten beim Ziehen und Schieben von Betten spielt eine erhebliche Rolle im Arbeitsalltag des Krankenhauses. Deshalb müssen Universalklinikbetten mindestens eine Spurrolle/Lenkrolle haben, die es ermöglicht das Bett zu lenken. Beim kopfseitigen Schieben ist sie üblicherweise am Fußende, beim fußseitigen Schieben sollte sie am Kopfende sein. Um das Schieben vom Kopfende und Fußende gleichermaßen einfach zu handhaben, wird der Einsatz einer 5. Rolle empfohlen, die sich über ein Bremspedal, idealerweise farbcodiert, einstellen lässt. Die Pedale befinden sich am Kopf- oder Fußende, idealerweise beim Einsatz von einer 5. Rolle an beiden Bettenden.
Hilfsgeräte für den Bettentransport: Am Markt gibt es mittlerweile Betten mit einer vollelektrisch betriebener 5. Rolle, die das Rollen des Bettes komplett übernimmt. Diese Funktion findet man meistens bei Spezialbetten für die Intensivstation. Ferner gibt es aber auch Systeme, die beim Anfahren unterstützen und so ein ergonomischeres Fahren und Lenken des Bettes mit deutlich weniger Krauftaufwand ermöglichen. Weit verbreitet sind aber auch sogenannte „Bed Mover“(Bettentransporter), spezielle Geräte, welche beim Schieben unterstützen. Der Vorteil des „Bed Mover“ ist, dass er im Gebrauch einfach eingehakt werden kann. Es gibt Geräte unterschiedlicher Hersteller. Bei einigen muss die Bedienperson hinter dem Bett herlaufen, bei anderen kann auf dem Gerät mitgefahren werden Nachteile der Bettentransporter sind, dass in vielen Fällen ein Bett mit dem Transporter nicht zusammen in einen Aufzug passt oder ein Bett, welches mit einem Notfall-Gerätewagen gekoppelt ist, nicht bewegt werden kann. Auch bauliche Enge auf Fluren und in Kurven verhindern den Einsatz dieser in wenigen Ausnahmen. Krankenhausbetten einiger Krankenhäuser sind zudem mit RFID-Etiketten ausgestattet um eine Bettenbevorzugung bei Aufzügen auszulösen. NFC Tags in Kombination mit RFID und BLE bieten in der Krankenhauslogistik erhebliche Vorteile für das Wiederfinden (orten) der Betten zum Zwecke der Aufbereitung, Kennzeichnung des Hygienestatus, Wartungsstatus, Reparaturstatus und Belegung des Bettes.

## Notfallfunktionen

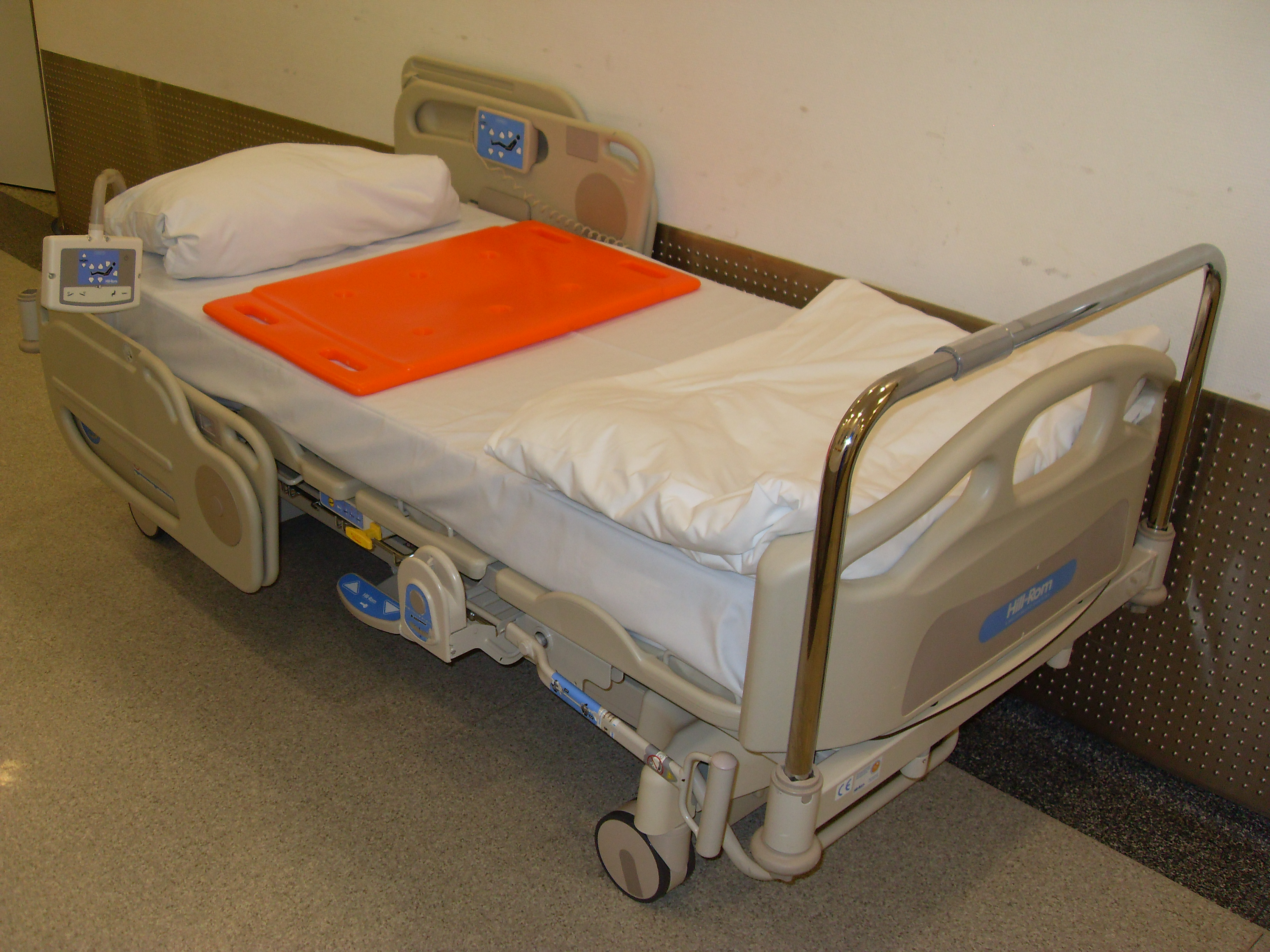
Elektrisch betriebenes Krankenhausbett mit aufgelegtem Reanimationsbrett, 2011

Herstellerübergreifend müssen Betten in Europa nach dem Standard DIN EN 60601-2-52  gefertigt werden. In dieser Norm ist unter anderem eindeutig geregelt, welche Notfallfunktionen mindestens an einem Bett vorhanden sein müssen und auf welche Art sie auszulösen sind.

### Reanimationsposition
Für eine Herz-Lungen-Wiederbelebung soll laut o. g. Norm das Bett elektrisch innerhalb von 30 Sekunden mit der Liegefläche gerade und in der Höhe niedrig eingestellt sein, so dass eine Reanimation durchgeführt werden kann. Die manuelle Entkopplung der Rückenlehne zum Zwecke des Absenkens muss vorhanden sein. Ein Hebel an oder unter der Liegefläche oder der Rückenlehne, meistens rot oder gelb und der Aufschrift „CPR“ (Cardiopulmonary Resuscitation, siehe Herz-Lungen-Wiederbelebung) sorgt für diese Funktion.

### Schocklagerung
Ebenfalls vorgeschrieben ist die Trendelenburgposition. Diese muss elektrisch einstellbar sein und mindestens 14° erreichen.
Bei älteren Betten wurde das Brett am Kopf- oder Fußende (Kopfteil oder Fußteil) als „Reanimationsbrett“ benutzt. Diese Funktion ist aber nie als bestimmungsgemäßer Gebrauch vorgesehen oder erlaubt gewesen, sondern aus der Not und im Krankenhausalltag entstanden. Nach heutiger Rechtslage, dem Medizinproduktegesetz und der MDR ist dies nicht mehr erlaubt, aber auch durch die Änderungen am Bett durch die Hersteller nicht mehr möglich. Stattdessen wird unter den Patienten ein Reanimationsbrett gelegt. Bei einer luftgefüllten Matratze (aktive Antidekubitusmatratze, Wechseldruckmatratze, Matratzen mit Motor) gibt es zu diesem Zweck ebenfalls ein Kennzeichnung „CPR“. Der Verschluss ermöglicht das Entweichen der Luft binnen weniger Sekunden.

## Pflichten des Betreibers und des Anwenders

### Risiken
Die Anwendung von (elektrisch betriebenen) Betten ist nicht ohne Risiken. Allein in den vier Jahren von 1998 bis 2002 kam es in Deutschland zu mindestens 20 Todesfällen im Zusammenhang mit Fehlfunktionen. Zugrunde liegen Probleme bei der elektrischen Sicherheit und der Abmessung von Seitengittern mit Einklemmungs- und Strangulationsgefahr. Nicht nur herstellungstechnische Mängel, sondern auch mangelnde Wartung und Fehler bei Betreibern und Anwendern sind die Ursachen. In der Praxis wird gelegentlich übersehen, dass der Betrieb von Klinikbetten als Alltagsgegenständen einer Vielzahl juristischer Einschränkungen unterliegt.

### Pflichten
Die Medizinproduktebetreiberverordnung regelt die Pflichten des Betreibers und des Anwenders. Grundsätzlich wird dem Anwender empfohlen, sich für die Produkte schulen zu lassen. Hersteller bieten eine Herstellereinweisung für Medizinprodukte-Beauftragte Personen an, die dann die Anwenderschulung durchführen. Inhaltlich ist es wichtig bei der Herstellereinweisung auf alle Gefahren hinzuweisen, den bestimmungsgemäßen Gebrauch zu kennen und zu beachten. Die wichtigsten Parameter, die man wissen sollte, sind folgende:
- Wie hoch darf das maximale Patientengewicht sein?
- Wie groß muss ein Patient sein und wie hoch muss der BMI des Patienten sein, um in diesem Bett liegen zu dürfen?
- Wie hoch ist die maximal sichere Arbeitslast und was ist der Unterschied zum maximalen Patientengewicht?

Diese Parameter sind auf einem Etikett am Bettrahmen angebracht und sind so für jeden Anwender sichtbar. In der Gebrauchsanweisung sind diese Angaben nachlesbar, dafür muss sie im Einsatzbereich vorliegen.
Der Betreiber (der Krankenhausbetrieb), in der Regel die Abteilung Technik oder Medizintechnik, hat Sorge zu tragen, dass die Betten regelmäßig gewartet werden und in einem betriebsbereiten Zustand sind, an dem sich Patienten und Anwender nicht verletzen können.

## Geschichte

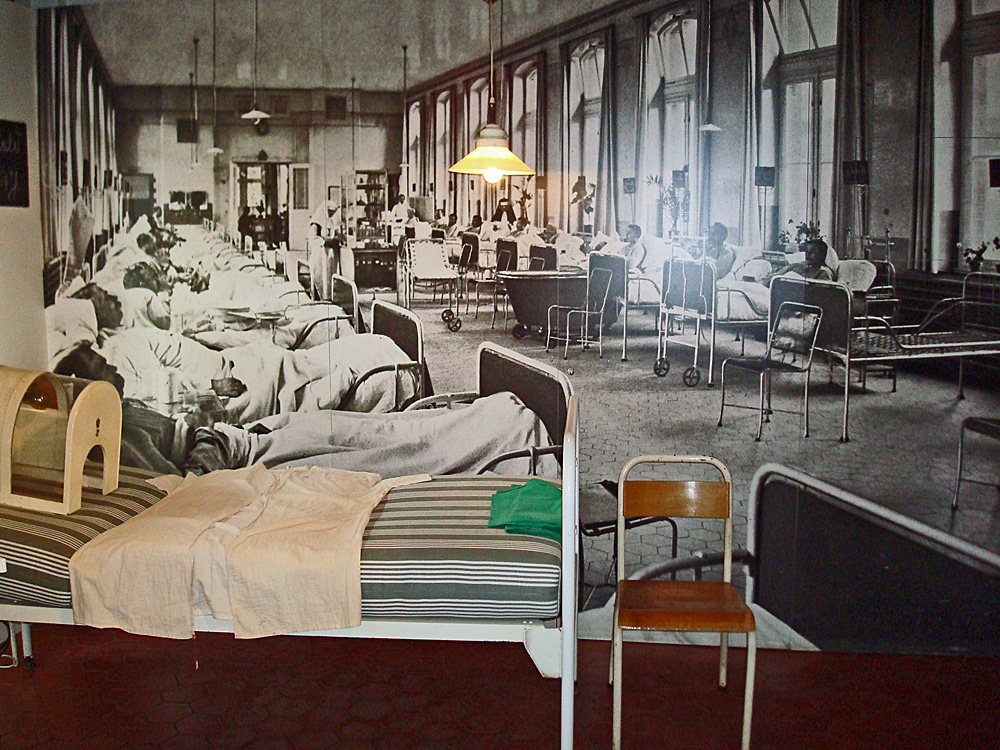
Aufnahme eines historischen Bettensaals im Stadtmuseum Gütersloh

Bereits im 18. Jahrhundert wurden Betten erfunden, die an die speziellen Bedürfnisse der Versorgung von Kranken angepasst waren. Zwischen 1815 und 1825 kamen in England bereits Betten mit verstellbaren Seitenteilen zur Anwendung. Die Entwicklung des Krankenhausbettes mit dreigeteilter, verstellbarer Liegefläche wird dem amerikanischen Arzt Willis D. Gatch um 1908 zugeschrieben. Auf die manuelle Verstellbarkeit folgte die Hydraulik und die Anwendung von Elektromotoren. Elektrisch gesteuerte Betten mit Bedienteil existieren seit 1945. Mit der Industrialisierung und der Zunahme elektrisch gesteuerter Gegenstände im Alltag konnte der derzeitige technische Stand erreicht werden, der auch in entwickelten Ländern aus Kostengründen nicht überall den Standard darstellen muss.

## Bedeutung für den Kranken
Im Repetitorium zu einem Lehrbuch der Krankenpflege wird die zentrale Bedeutung des Bettes für den in seiner Mobilität eingeschränkten Patienten betont:

„Das Krankenbett ist für den Patienten Ruhe- und Schlafstätte, Ess- und Wohnzimmer und in manchen Fällen auch Badezimmer und Toilette sowie für Kinder mitunter Spielzimmer. Von hier nimmt der Patient an seiner Umgebung teil und begegnet Angehörigen, Besuchern, Pflegenden und Ärzten.“

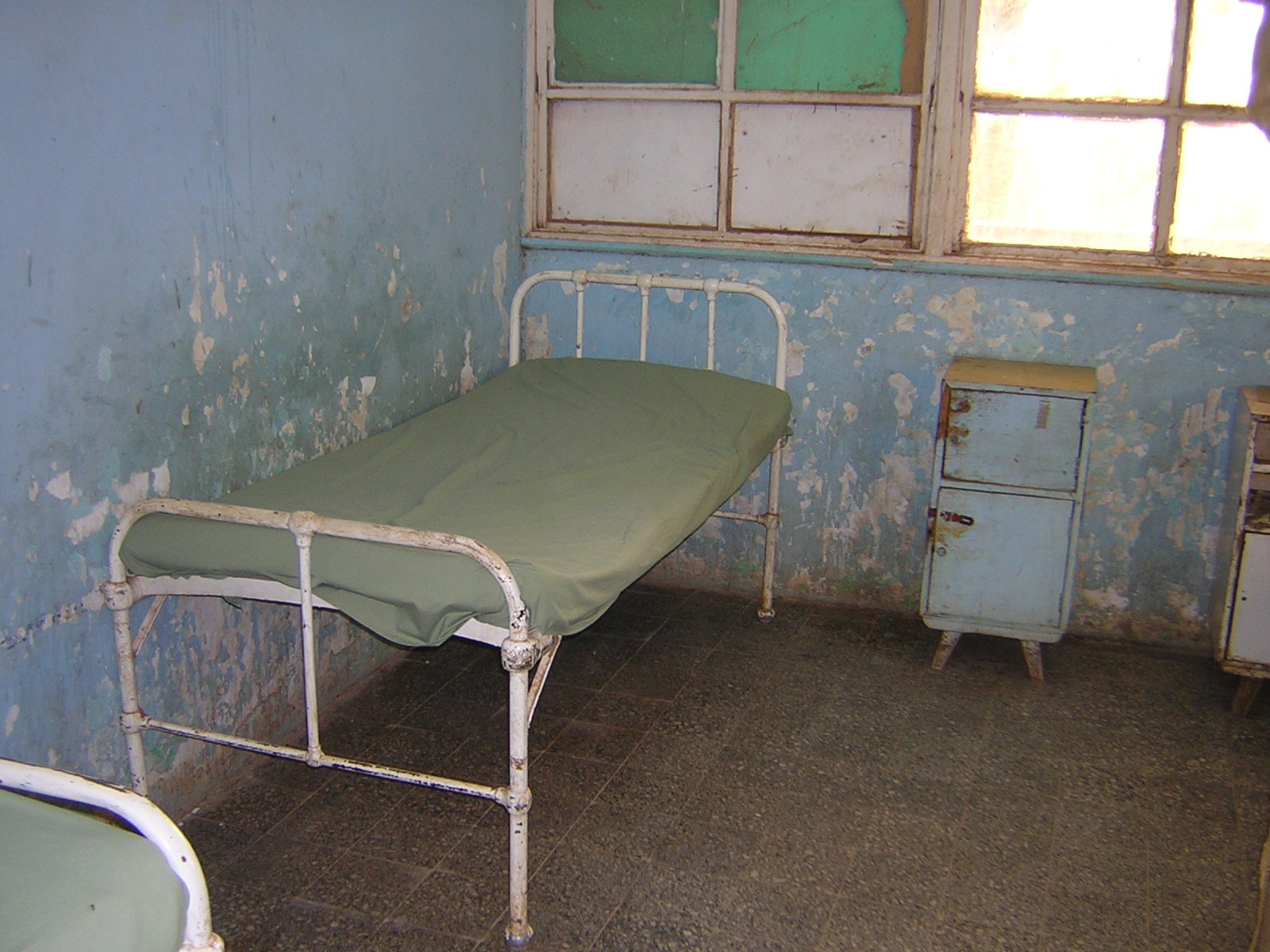
Khartum, 2009
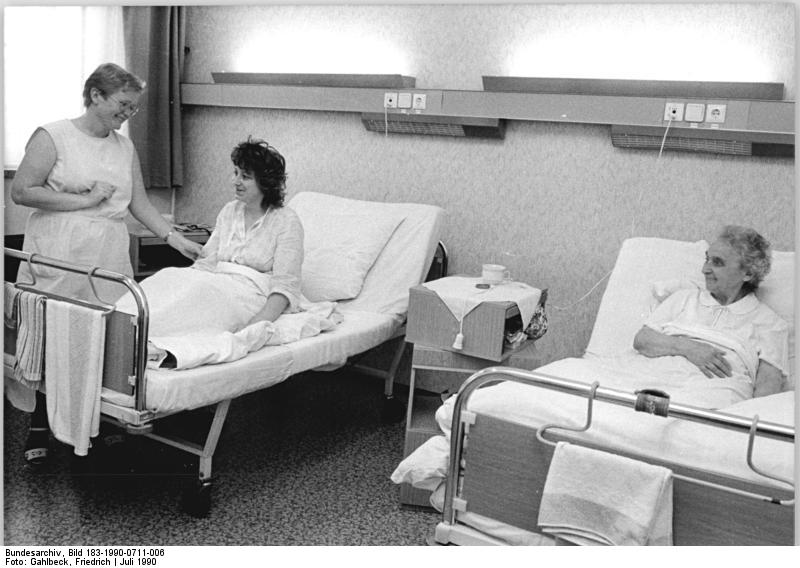
Schkeuditz, 1990
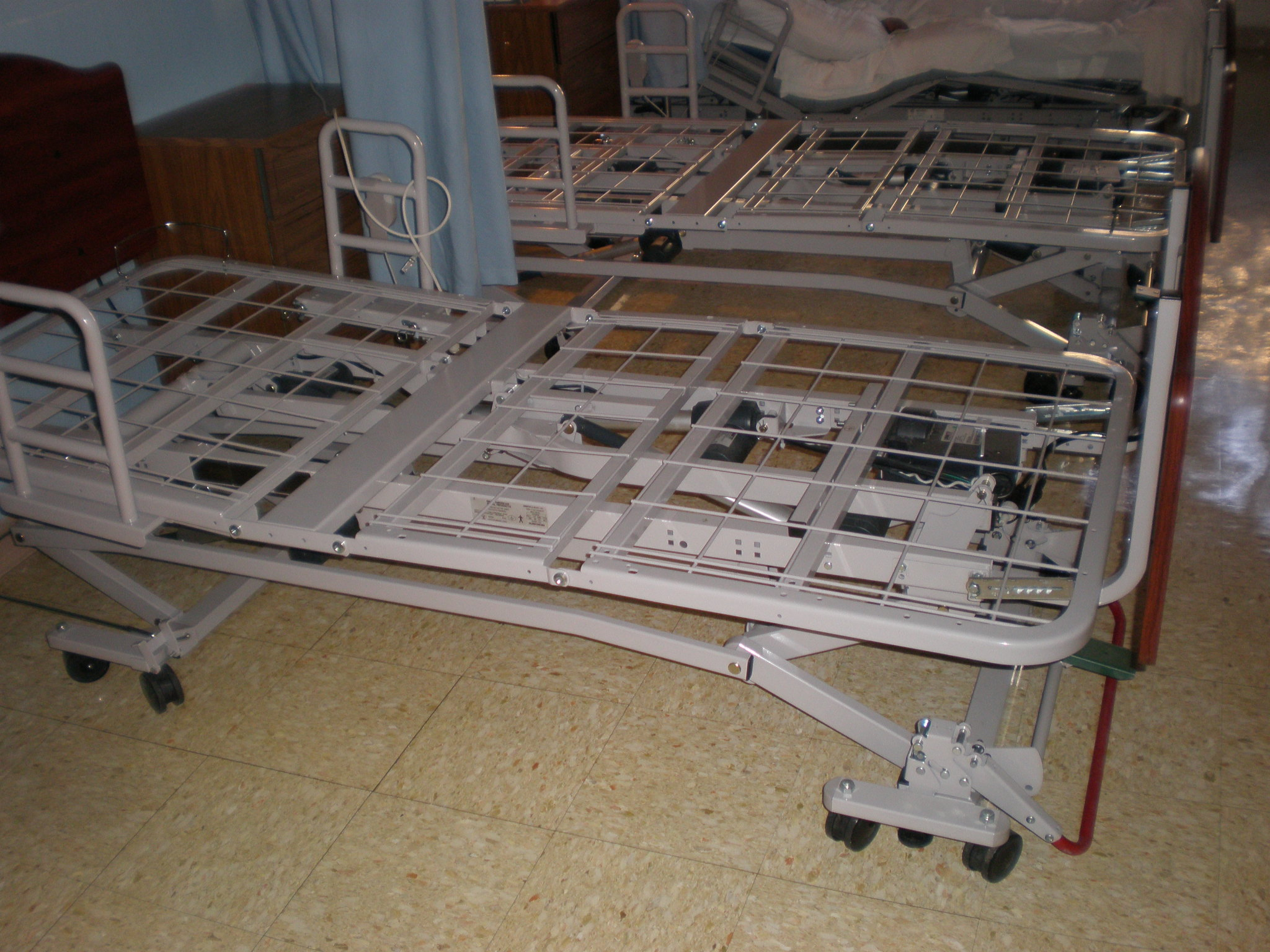
Krankenhausbetten ohne Matratzen, 2008
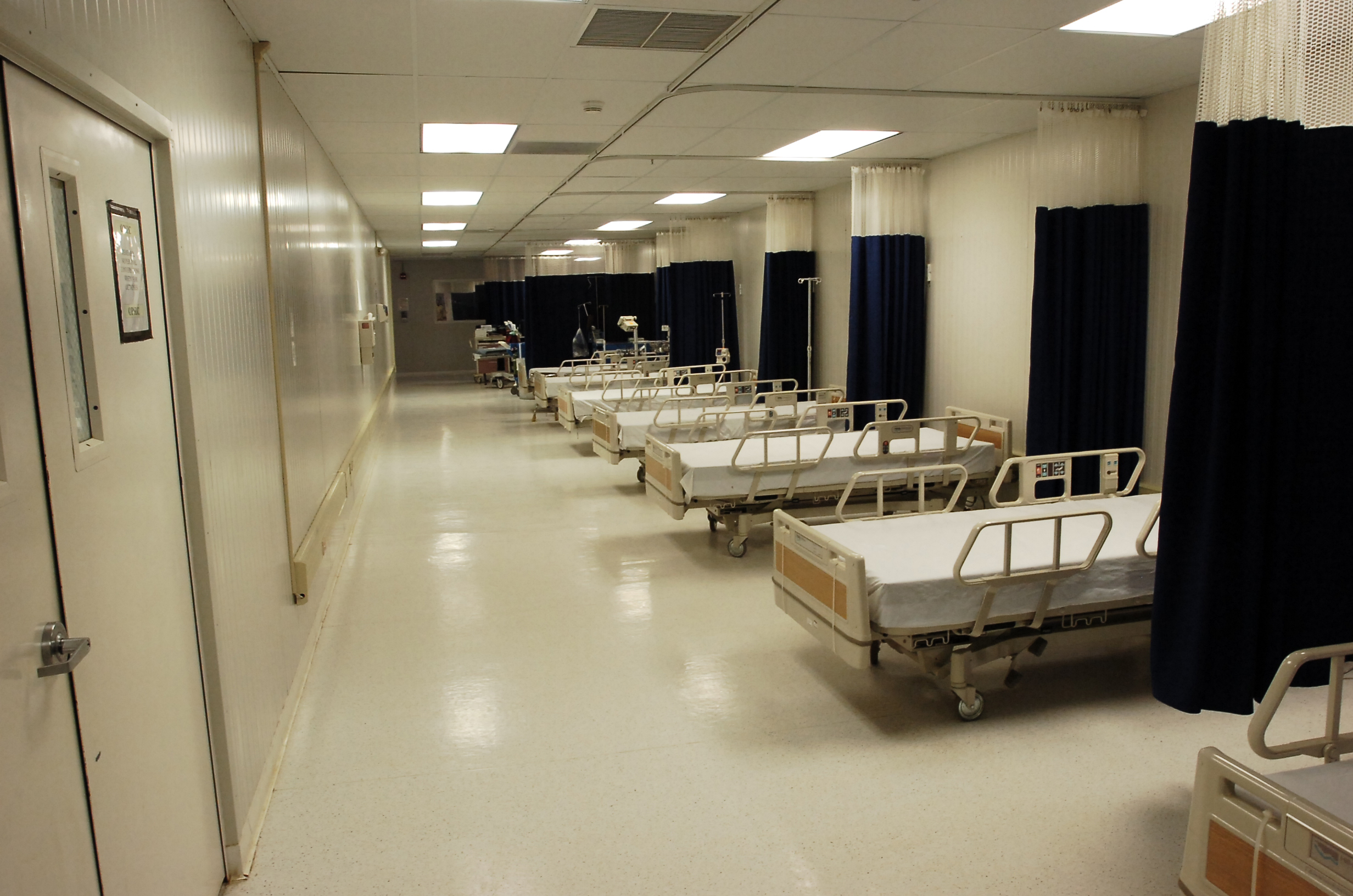
Krankenbetten für Gefangene im Gefangenenlager der Guantanamo Bay Naval Base, 2007
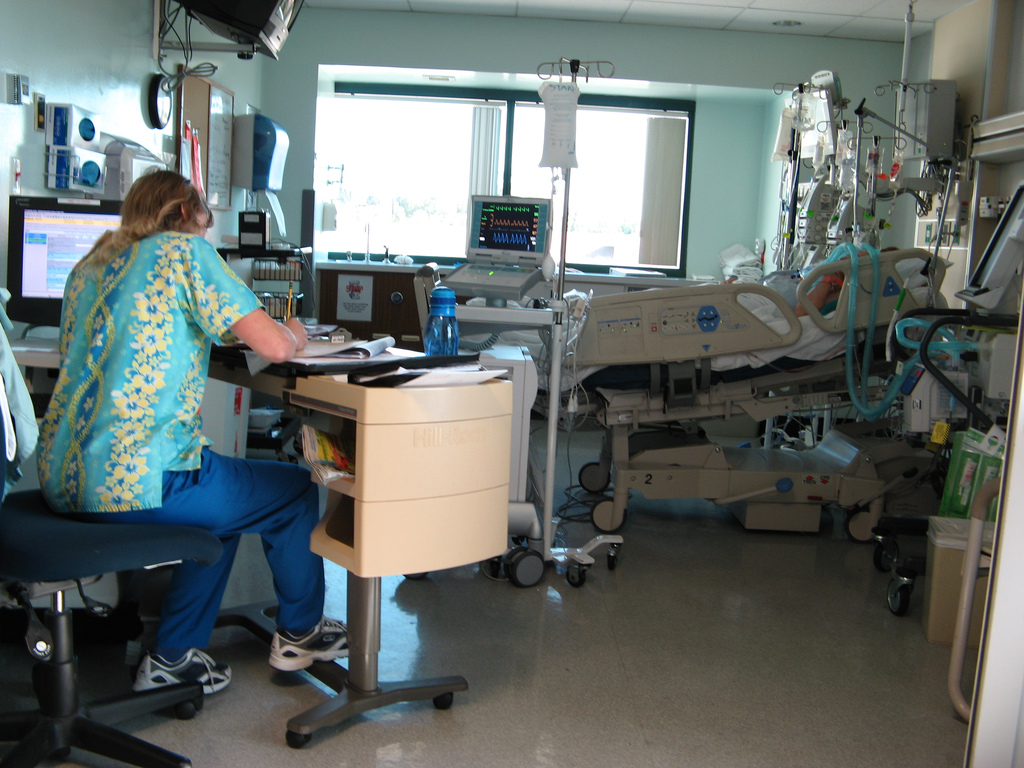
Intensivpflegebett, Intensivstation in Kalifornien, 2007
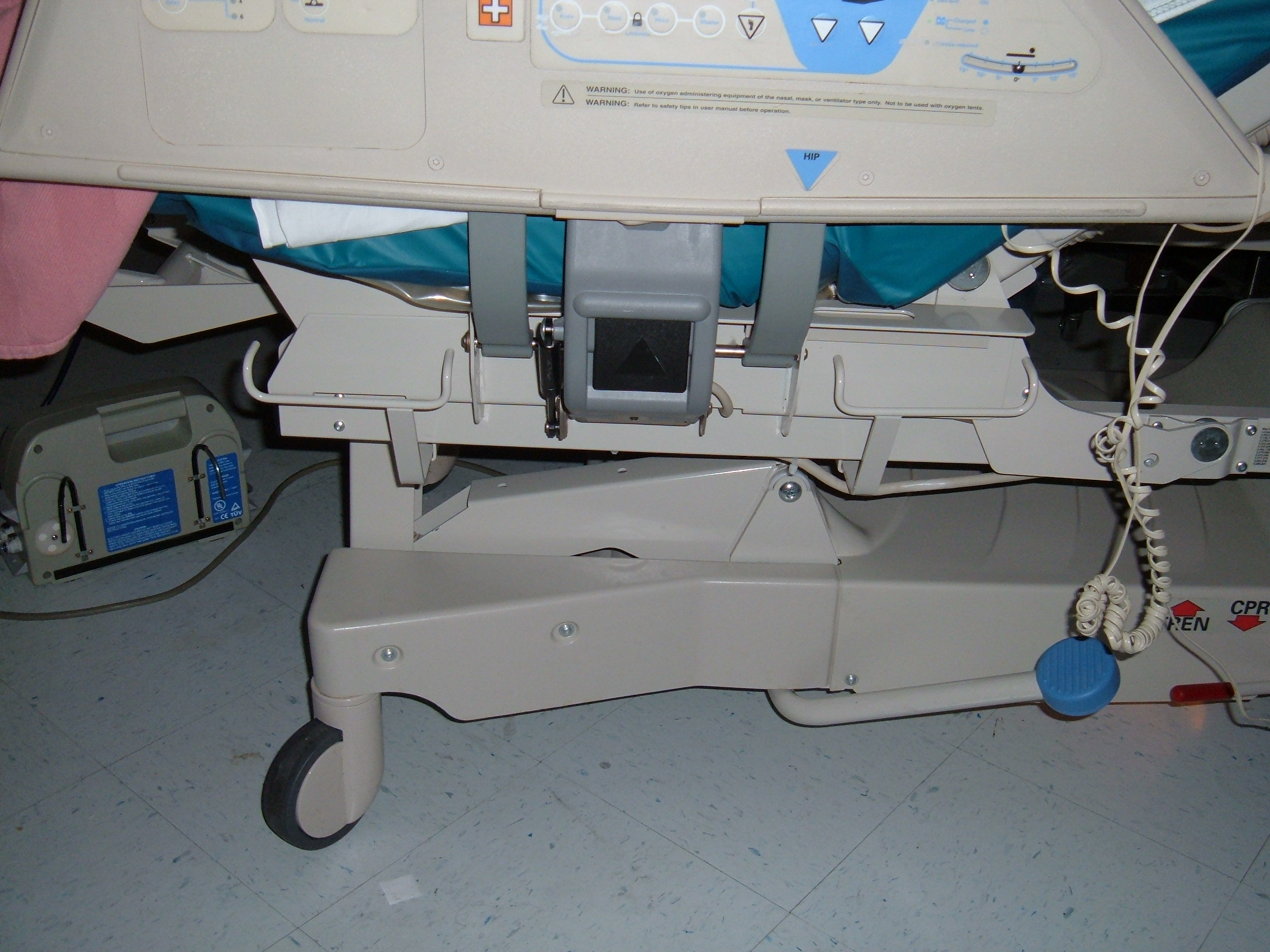
Unterbau eines modernen elektrisch gesteuerten Klinikbetts
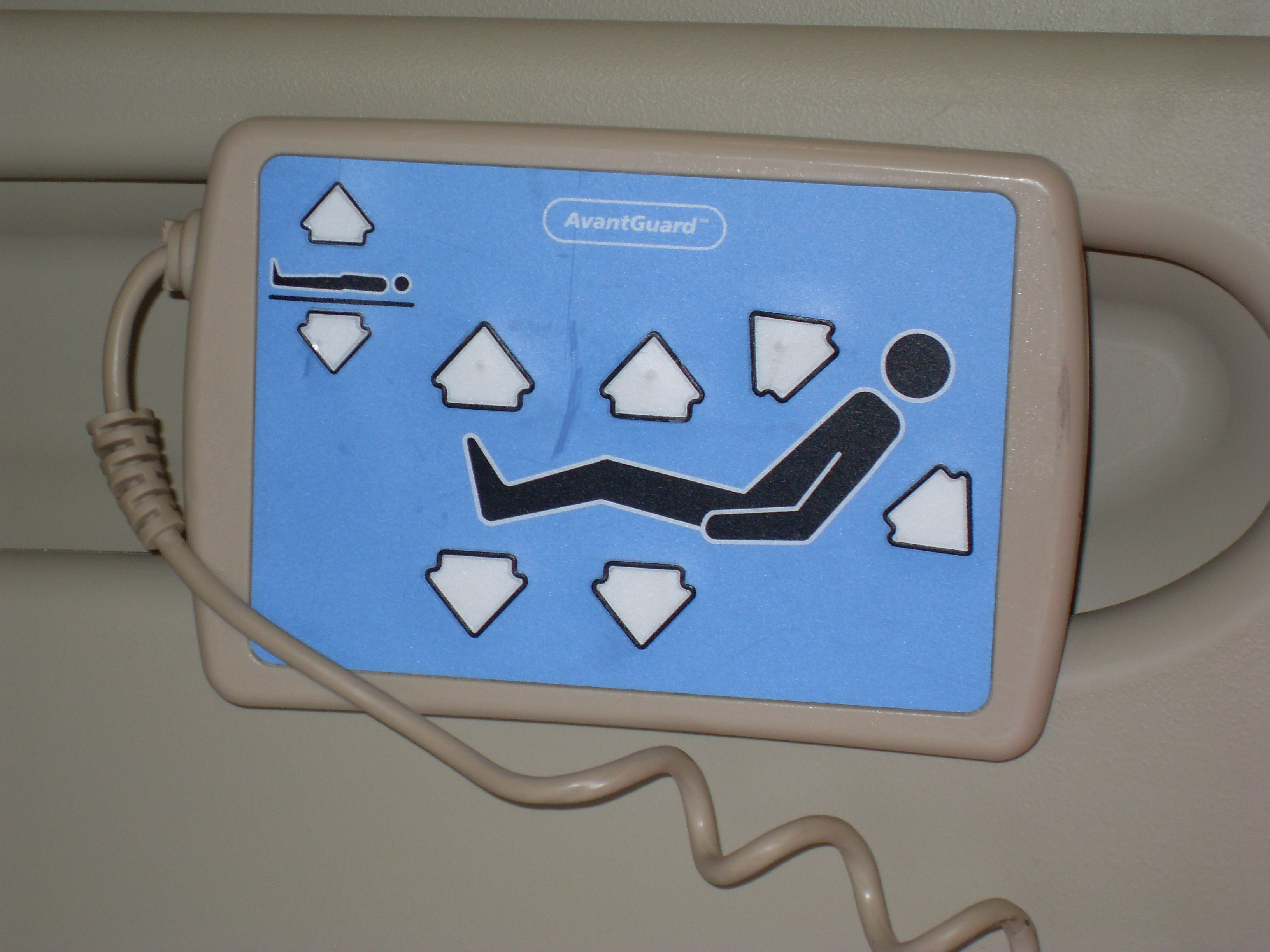
Vereinfachte Ausführung eines Bedienteils für den Patienten
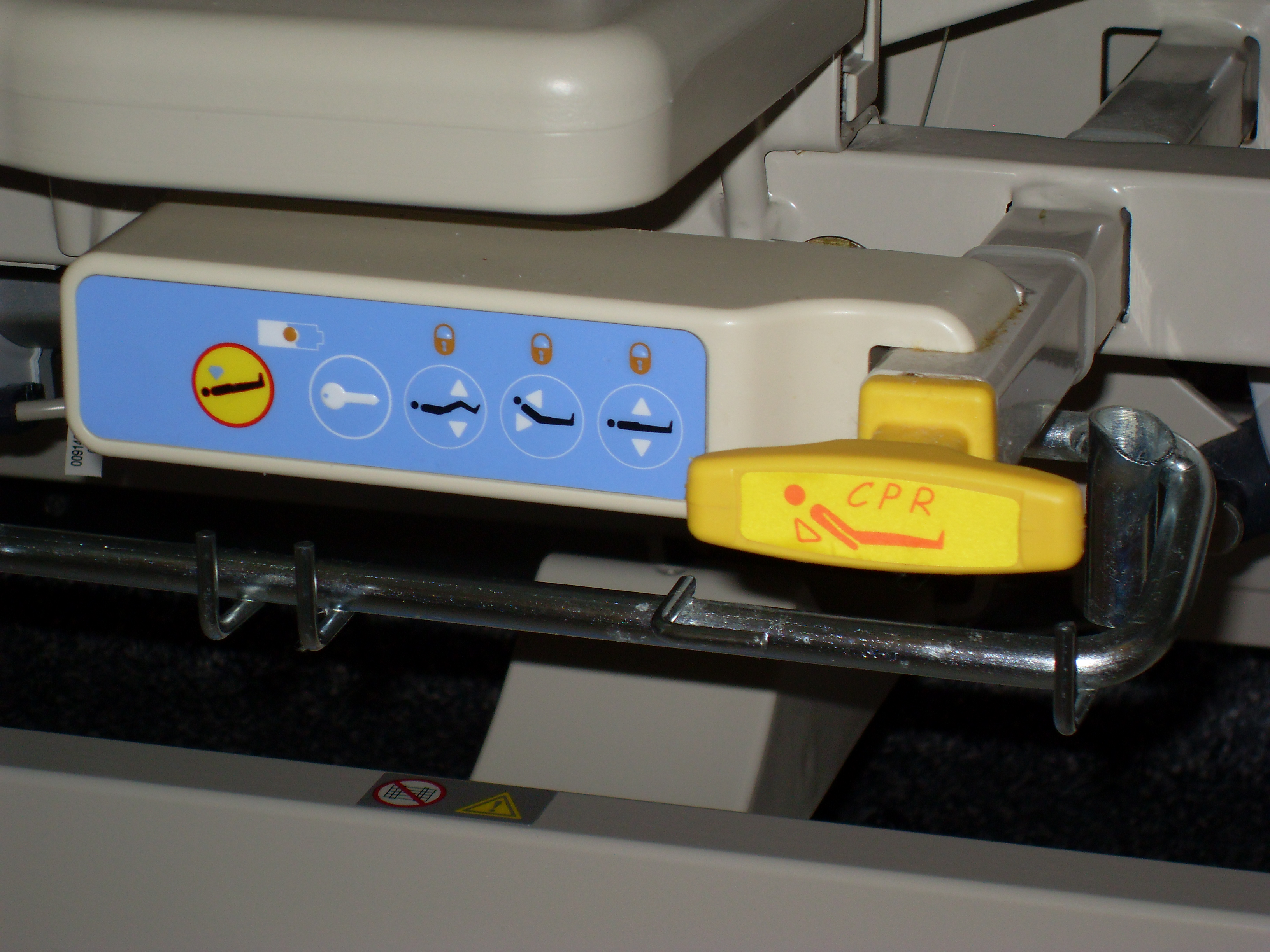
Gelbe Notschalter für Trendelenburg-Lagerung und Reanimation, Möglichkeit, einzelne Funktionen zu sperren